# Forest Park (Ohio)
Forest Park ist eine City im Hamilton County des US-Bundesstaates Ohio. Es ist ein Vorort vom nahe gelegenen Cincinnati. Das U.S. Census Bureau ermittelte bei der Volkszählung 2020 eine Einwohnerzahl von 20.189.

## Geschichte
Die Siedlung Forest Park wurde 1956 gegründet, zwei Jahre nachdem die privaten Bauunternehmer Marvin Warner und Joseph Kanter 3400 Acres von 5930 Acres nördlich von Cincinnati erworben hatten, die ursprünglich 1935 von der Resettlement Administration unter Präsident Franklin D. Roosevelt für die Umsiedlung notleidender städtischer und ländlicher Familien in eine von drei solcher von der Regierung geplanten Gemeinden, den sogenannten Greenbelt Towns, vorgesehen waren.
Nachdem Forest Park 1960 auf 4800 Einwohner angewachsen war und 1961 als Dorf eingemeindet wurde und 1968 den Status einer Stadt erlangte, wurde es zu einer der frühen open cities (offenen Städte), indem es regelmäßig Beschlüsse und Verordnungen verabschiedete, die Bürger unabhängig von ihrer Rasse, ihrem Glauben oder ihrer nationalen Herkunft willkommen hießen. Heute gehört die Mehrheit der Bevölkerung Minderheiten an.

## Demografie
Nach einer Schätzung von 2019 leben in Forest Park 18.583 Menschen. Die Bevölkerung teilt sich im selben Jahr auf in 24,5 % Weiße, 55,9 % Afroamerikaner, 0,1 % amerikanische Ureinwohner, 5,7 % Asiaten, 0,9 % Ozeanier und 7,1 % mit zwei oder mehr Ethnizitäten. Hispanics oder Latinos aller Ethnien machten 8,2 % der Bevölkerung aus. Das mittlere Haushaltseinkommen lag bei 55.694 US-Dollar und die Armutsquote bei 14,0 %.
| Jahr | Einwohner¹ |
| ---- | ---------- |
| 1970 | 15.139     |
| 1980 | 18.770     |
| 1990 | 18.609     |
| 2000 | 19.463     |
| 2010 | 18.720     |
| 2020 | 20.189     |

¹ 1970 – 2020: Volkszählungsergebnisse